# Ciornîi Ostriv, Jîdaciv
Ciornîi Ostriv (în ucraineană Чорний Острів) este localitatea de reședință a comunei Ciornîi Ostriv din raionul Jîdaciv, regiunea Liov, Ucraina.

## Demografie
Componența lingvistică a localității Ciornîi Ostriv
     Ucraineană (99,77%)
     Alte limbi (0,24%)
Conform recensământului din 2001, majoritatea populației localității Ciornîi Ostriv era vorbitoare de ucraineană (99,77%), existând în minoritate și vorbitori de alte limbi.